# シュコダ03T
03Tは、シュコダ・トランスポーテーションとイネコン・グループによって開発・製造が行われた路面電車車両。両社が初めて手掛けた超低床電車で、2001年以降はシュコダ・トランスポーテーションが単独で2006年まで製造・展開を実施した。

## 概要
ビロード革命による民主化、ビロード離婚と呼ばれるスロバキアとの分離を経たチェコ共和国では、多数の企業が路面電車市場に参入を始めた。そのうちシュコダは1995年にシュコダ交通技術会社（現：シュコダ・トランスポーテーション）を設立し、1997年からチェコ各地で運用されていたタトラT3の更新事業を開始した。一方、1990年に設立されたイネコン・グループはタトラT3を始めとするタトラカーと呼ばれる路面電車を製造したČKDタトラの買収を計画し、実現はしなかったもののČKDタトラから多数の従業員が移籍した事を受けて本格的に路面電車製造に着手した。この両社による合弁事業として製造が始まったのが03Tと呼ばれる超低床電車である。
中央に台車がないフローティング車体を挟んだ片運転台式の3車体連接車で、両端の車体下部に非同期電動機を2基備えた台車が設置されている。ただし台車には回転軸が無く、方向は車体に固定されている。制動装置は回生ブレーキを備えている。中央のフローティング車体は低床構造（床上高さ350 mm）となっている一方、両端の車体は2段のステップを介した乗降が必要となる高床構造（床上高さ780 mm）であり、編成全体の低床率は50％である。
03Tはメーカー側からアストラ（Astra）と言う愛称が付けられており、"非同期電動機（Asynchronní）を搭載した路面電車（Tramvaj）"と言う意味を持つ。ただしブルノ市電では"非同期電動機（Asynchronní）を搭載した超低床（Nízkopodlažní）路面電車（Tramvaj）"の略称であるアニトラ（Anitra）という独自の愛称で呼ばれている。また、シュコダとイネコンによる合弁事業時代はLTM10.08という形式名も与えられていた。

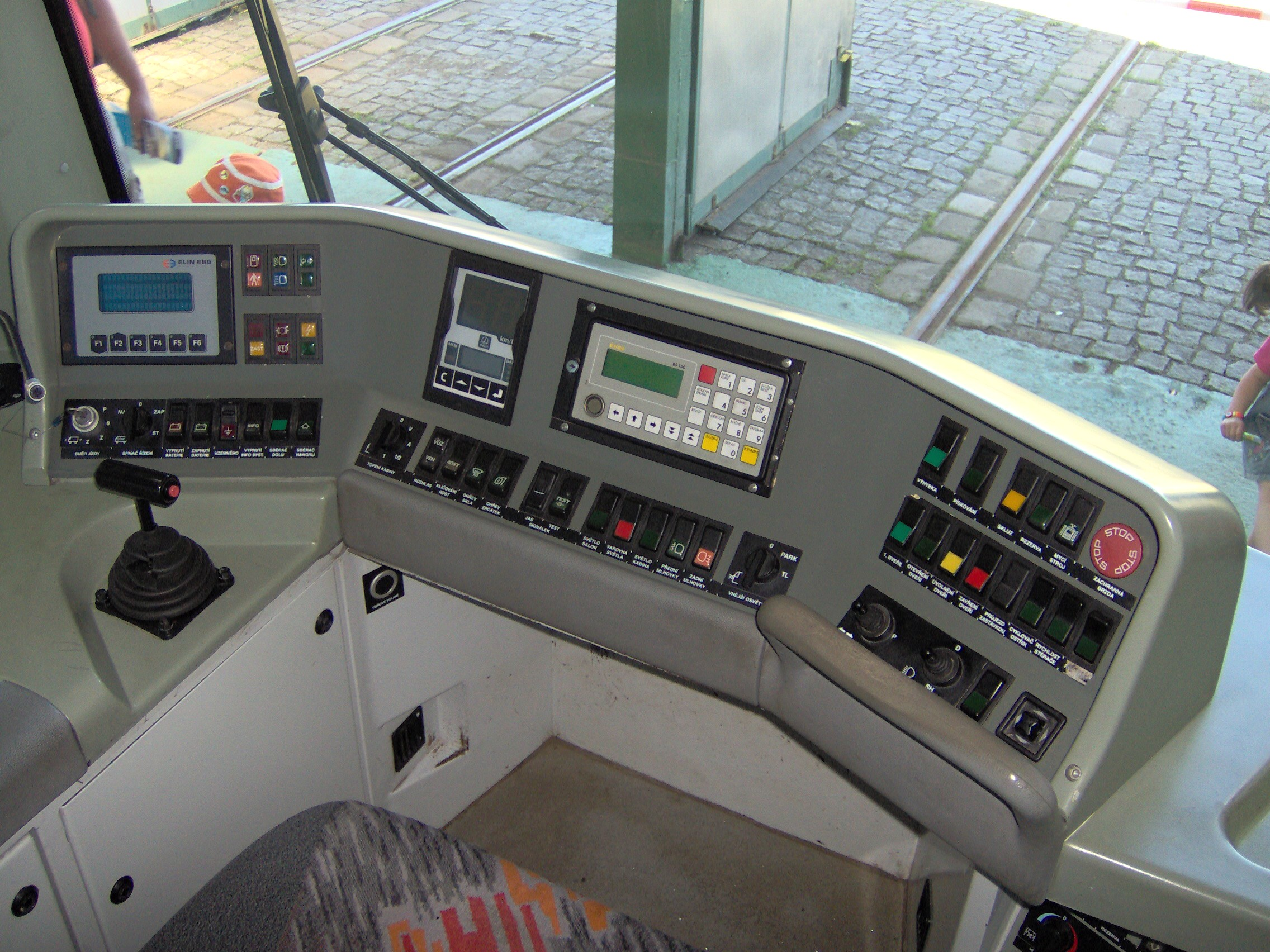
運転台（ブルノ市電）
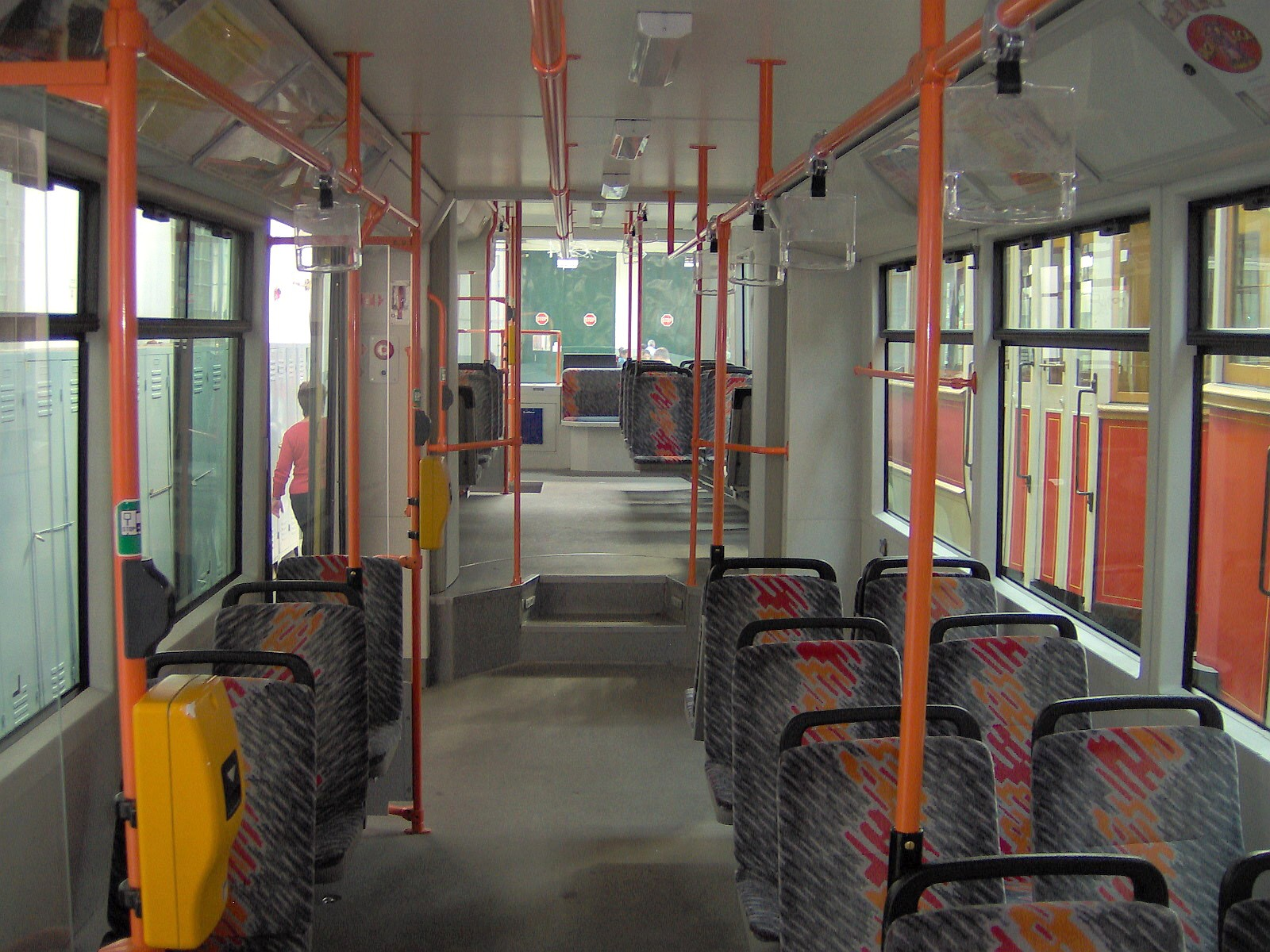
車内（ブルノ市電）
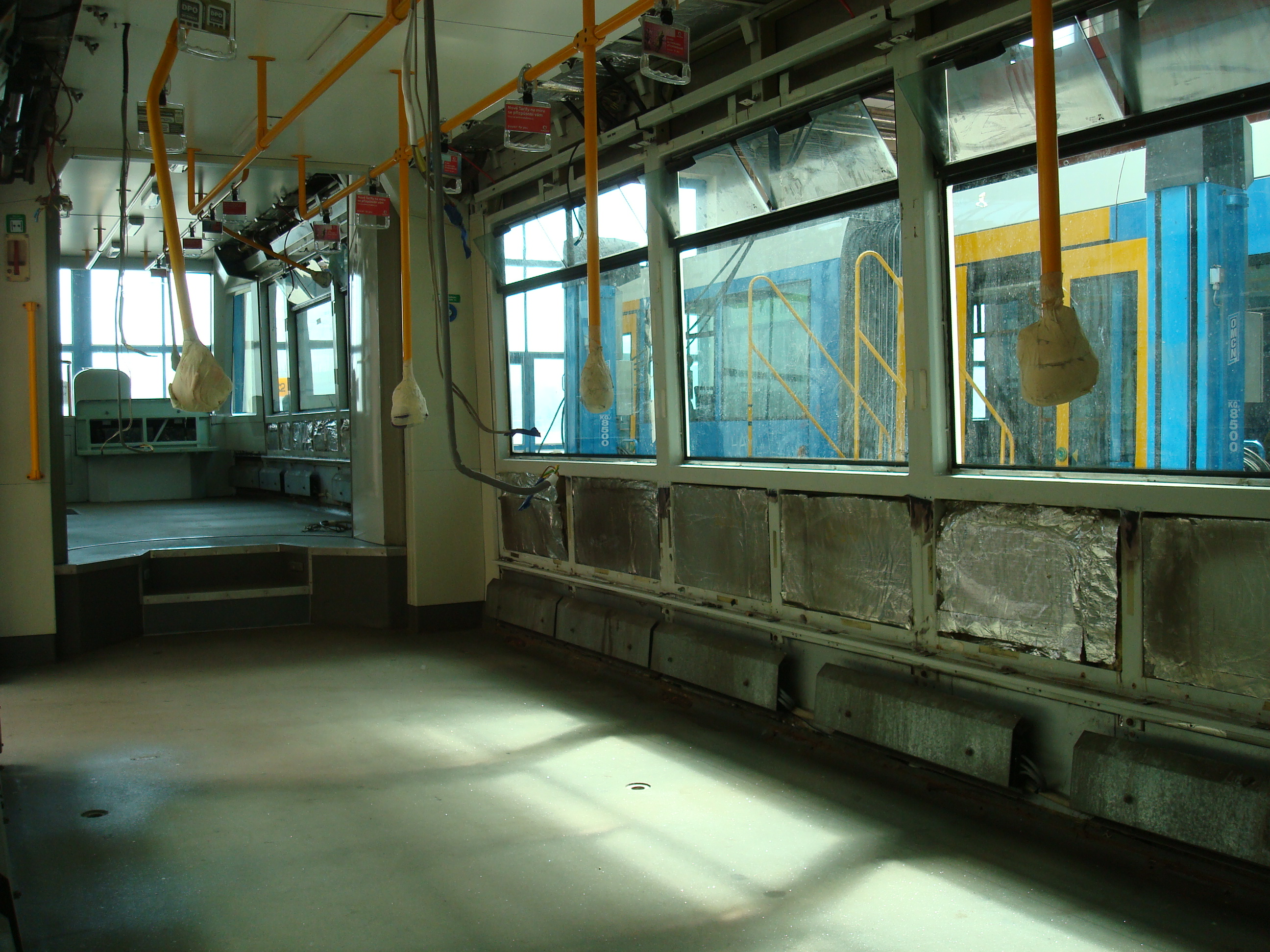
車庫で修繕中の車内（オストラヴァ市電）
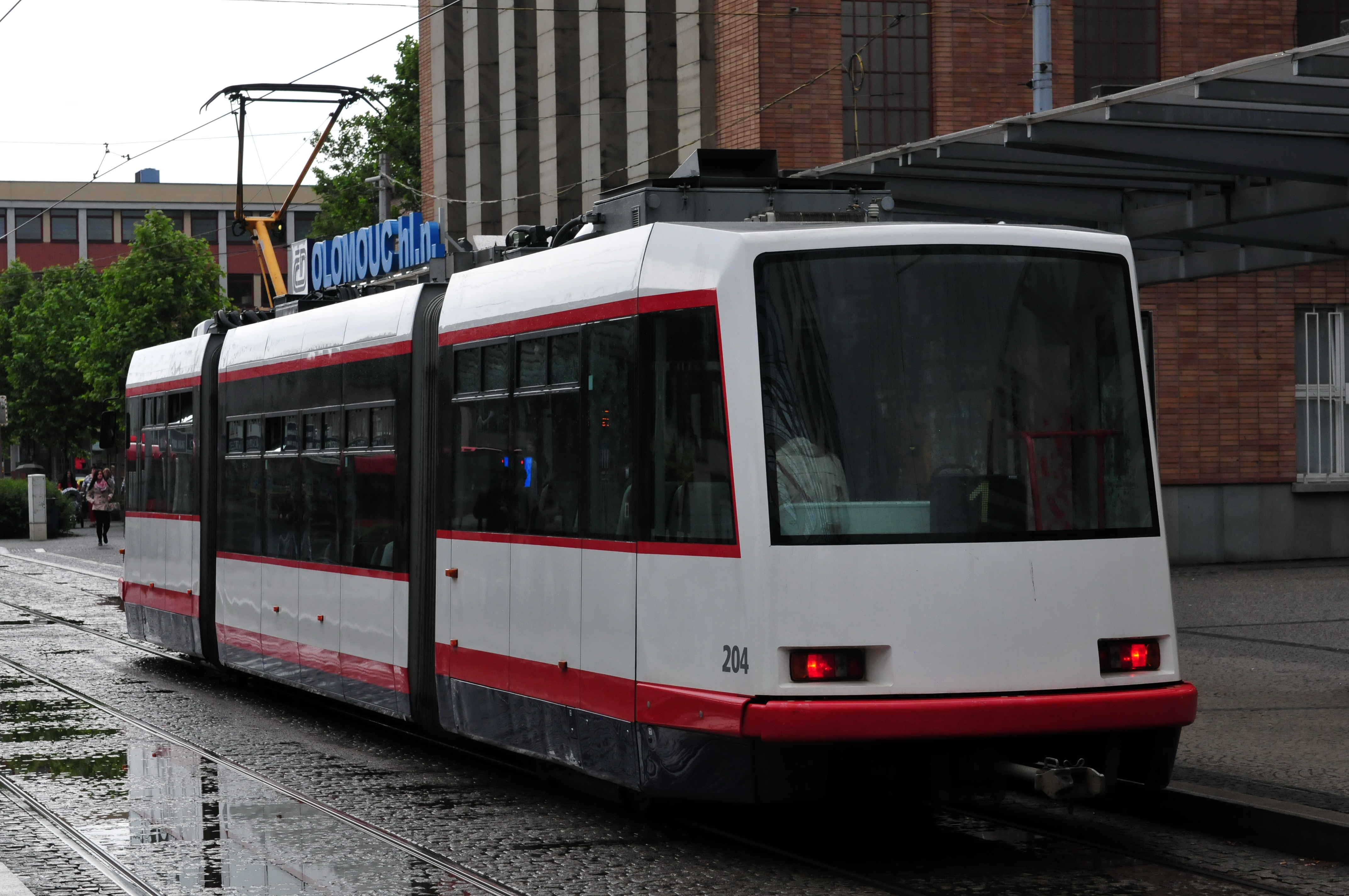
後方の車体には運転台がない（オロモウツ市電）

## 運用
1997年6月に最初の試作車（301）が製造され、当初はプルゼニ市電で試運転が行われ、翌1998年から営業運転に投入された。また、試運転期間中には一時的にオストラヴァ市電へ貸し出された事もあった。だが2006年の事故により運用から離脱し、部品取り車両として長期に渡って留置された後、2008年までに解体された。一方、1998年にはもう1編成の試作車（302）が製造されており、こちらは量産車と仕様を合わせた改造を経てプルゼニ市電で長期に渡り運用された。
これらの試作車の実績を受け、1998年にオストラヴァ市電・プルゼニ市電を皮切りにアストラの量産が始まった。意見の相違や不均衡によりシュコダとイネコンの業務提携が解消されて以降はシュコダによる単独展開が実施され、2006年までに以下の路面電車路線に導入された。ただしプルゼニ市電の車両についてはアライアンスTW製のEVO2への置き換えにより、2021年3月までに営業運転を終了している。

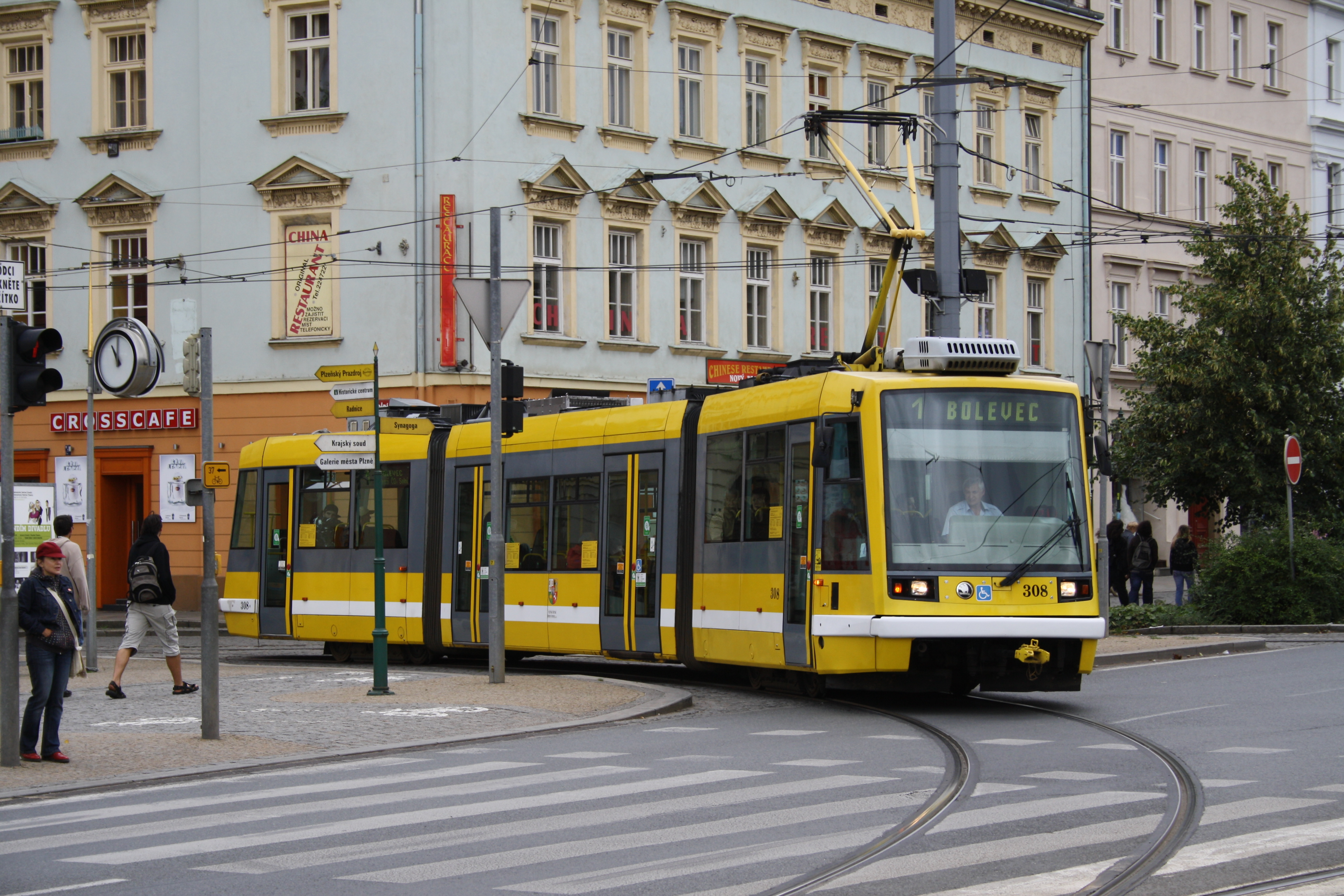
プルゼニ市電 導入年：1998-2000年 両数：11両（300-310）
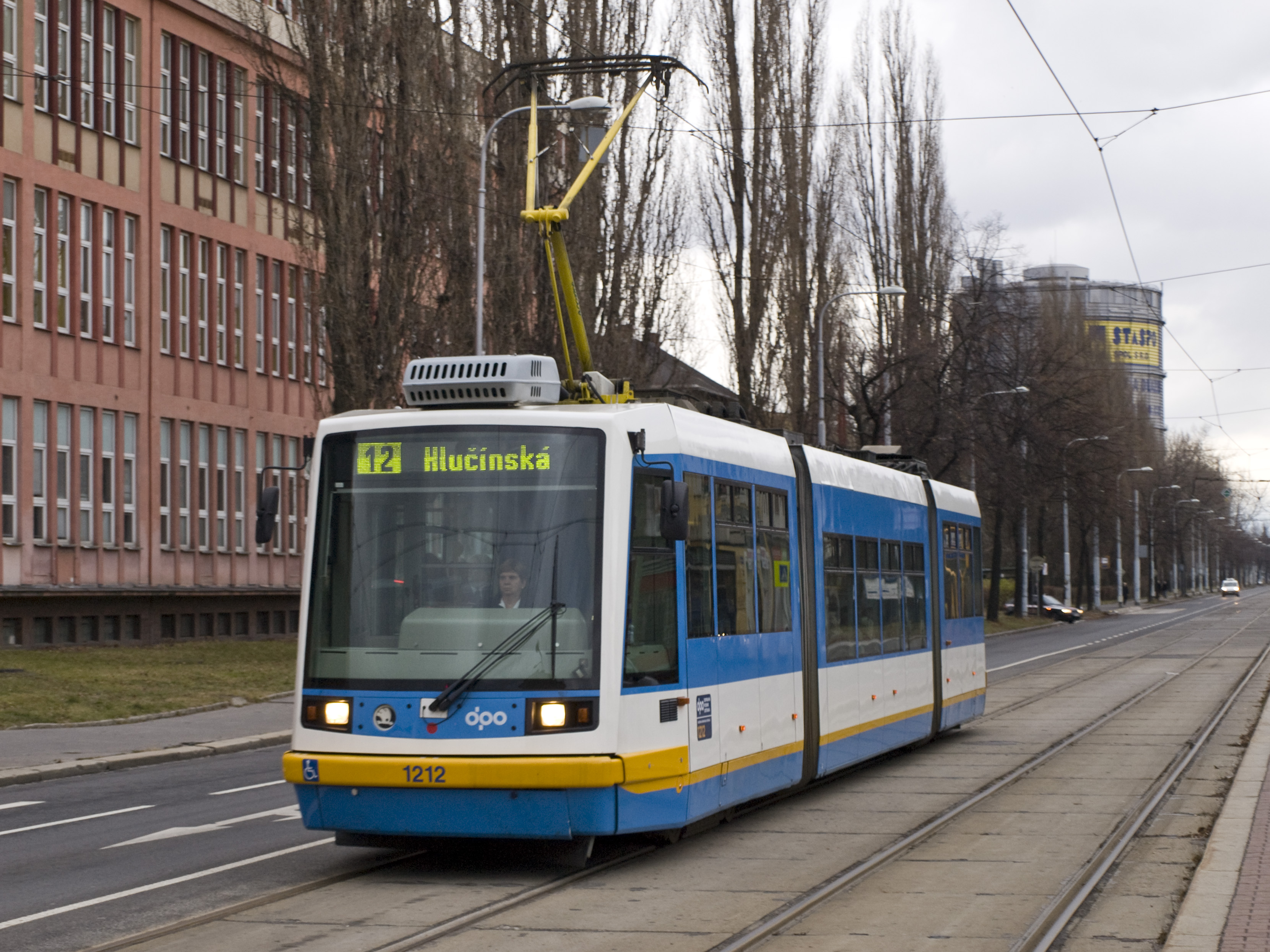
オストラヴァ市電 導入年：1998-2000年 両数：14両（1201-1214）
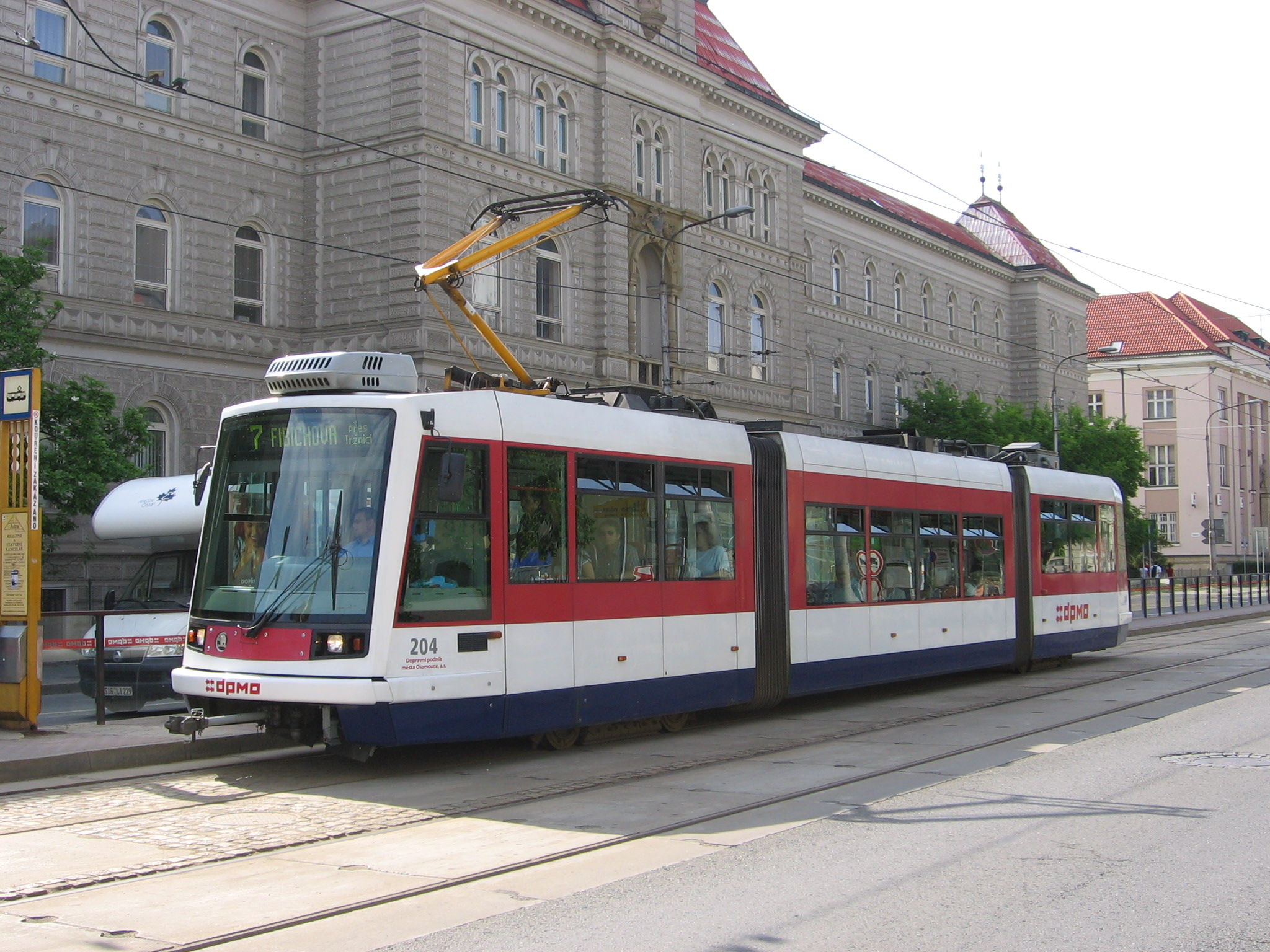
オロモウツ市電 導入年：1998-99年 両数：4両（201-204）
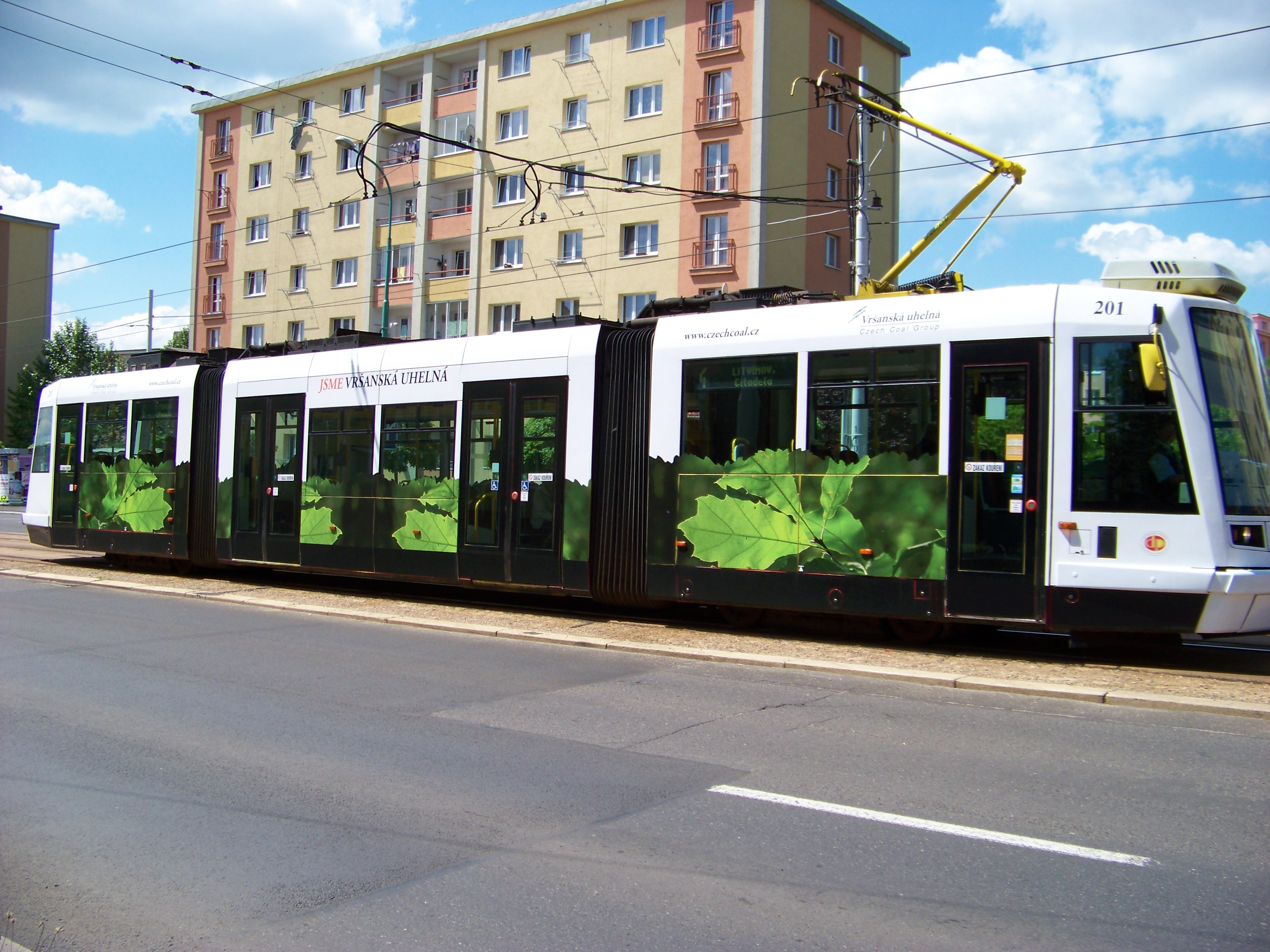
モスト・リトヴィーノフ市電 導入年：2001-02年 両数：2両（201,202）
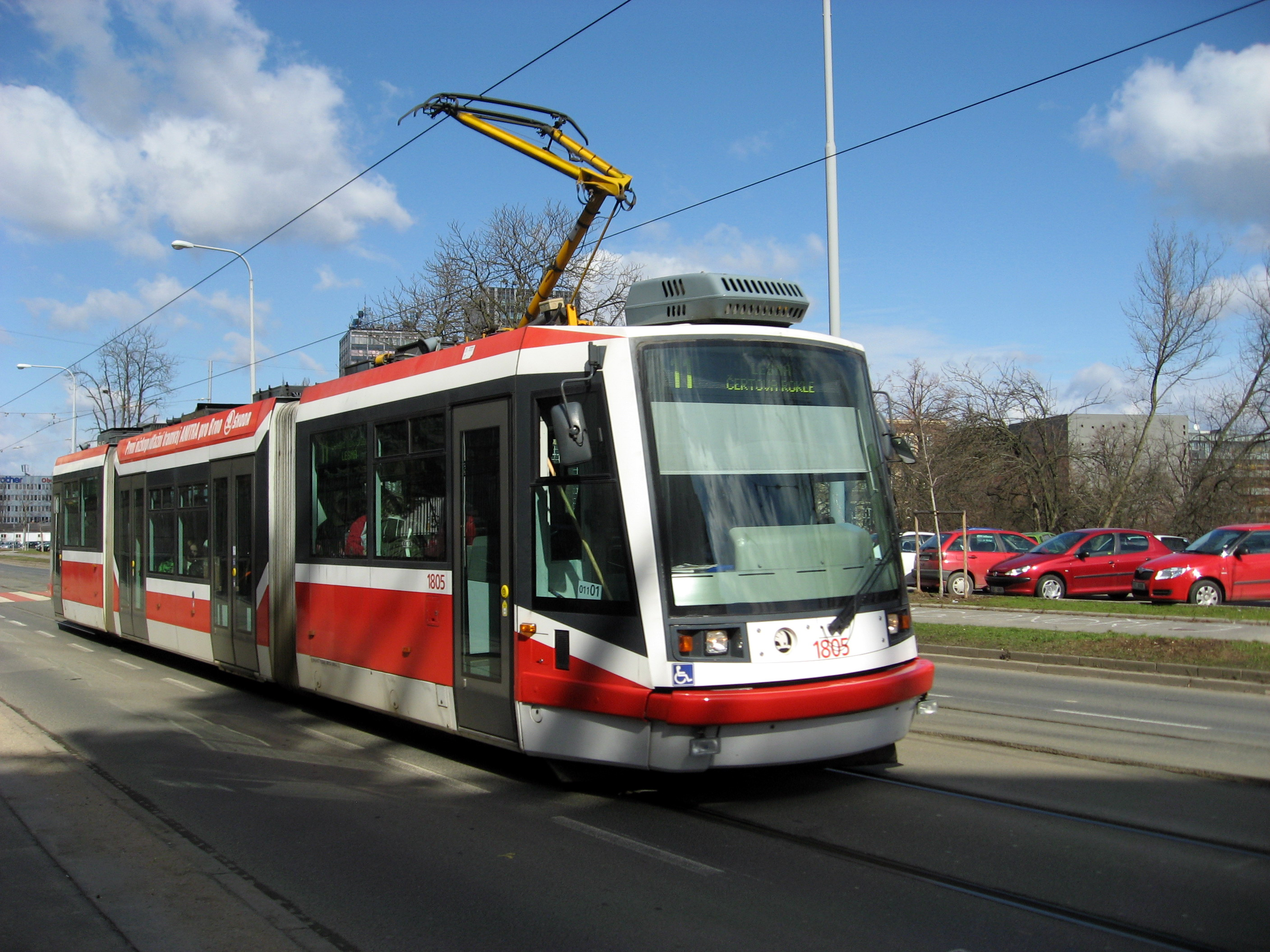
ブルノ市電 導入年：2003-06年 両数：17両（1805-1821）

## 発展形式

### シュコダ・トランスポーテーション製車両

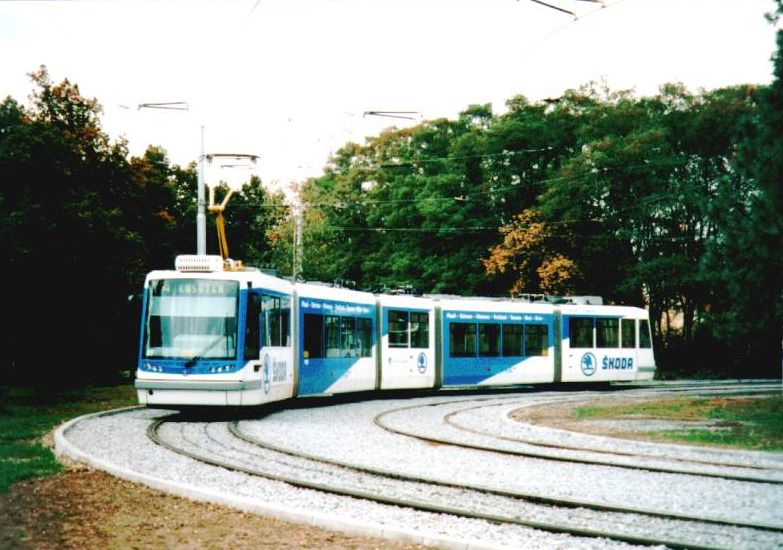
05T "ヴェクトラ"（チェコ語版） 03Tを基に、2003年に1編成が試作された5車体連接車。ディスクブレーキや回転軸を備えたボギー台車など様々な技術が導入され、"エレクトラ"に発展した[9]。
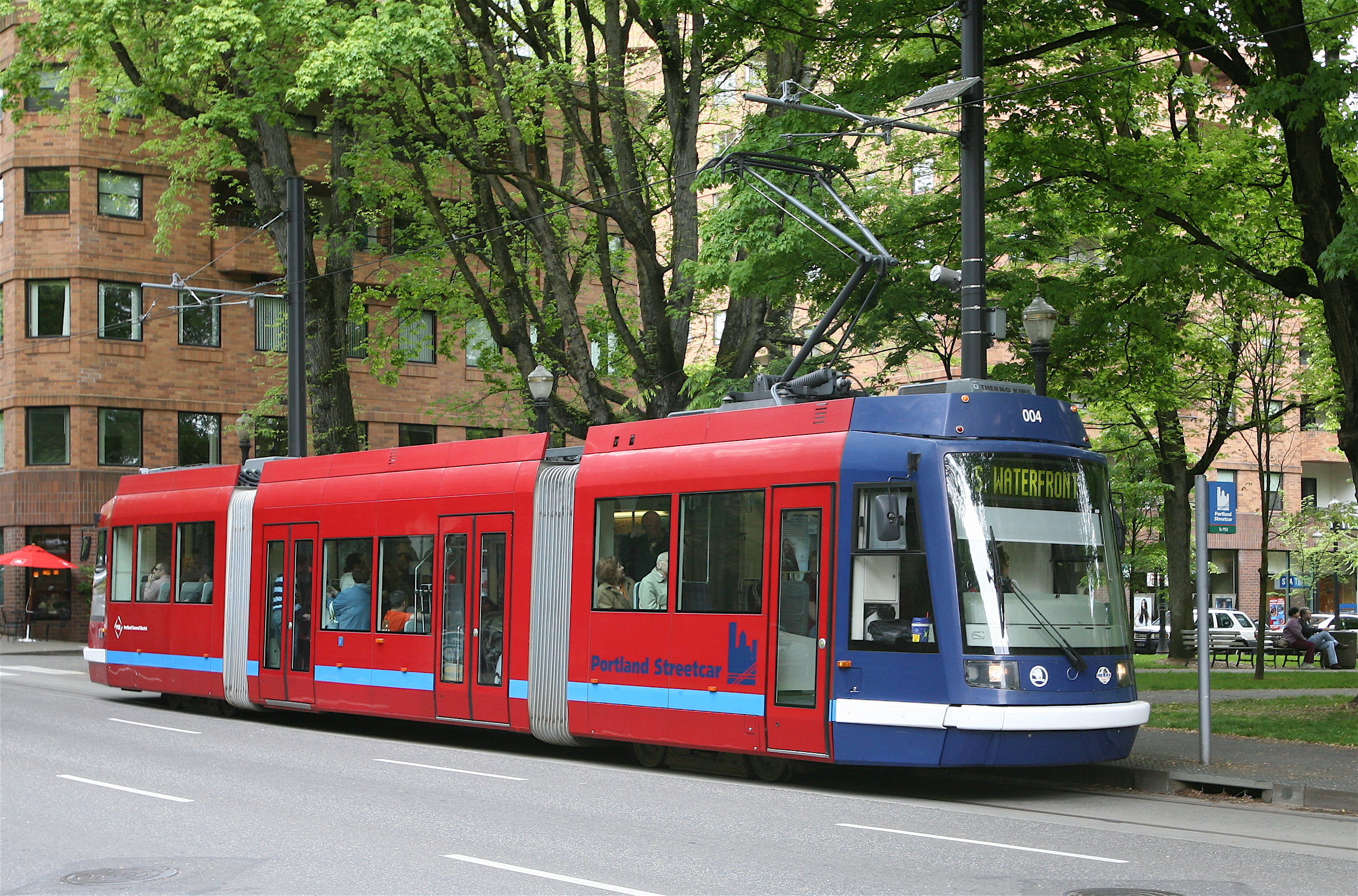
10T "エレクトラ" 03Tを基に開発された両運転台式の形式。アメリカ向けの設計変更がなされ、各地の路線に導入された[5]。

### イネコン・トラム製車両

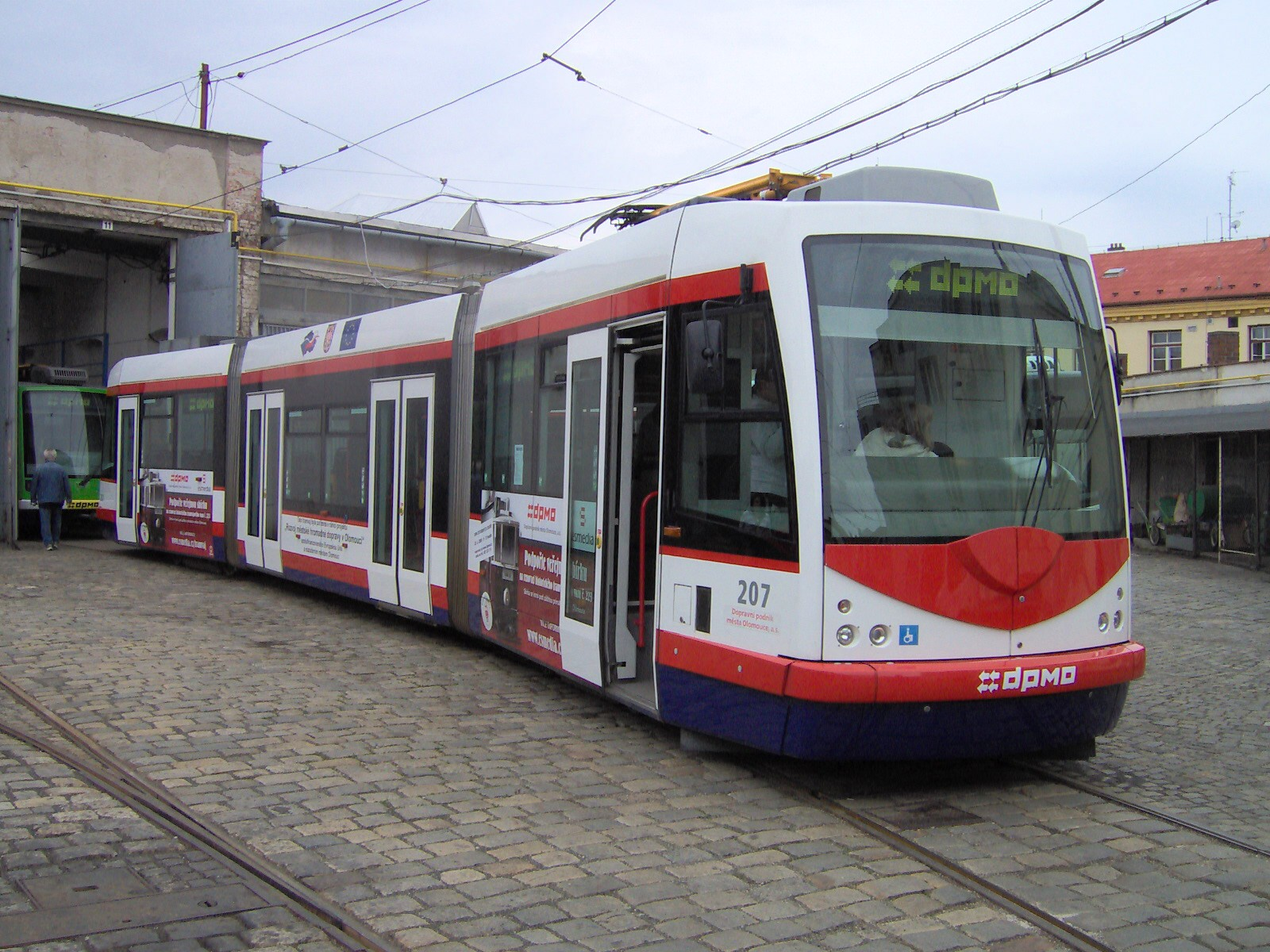
01 トリオ（英語版） 03Tを基に設計が行われた、片運転台の3車体連接車[5][10]。
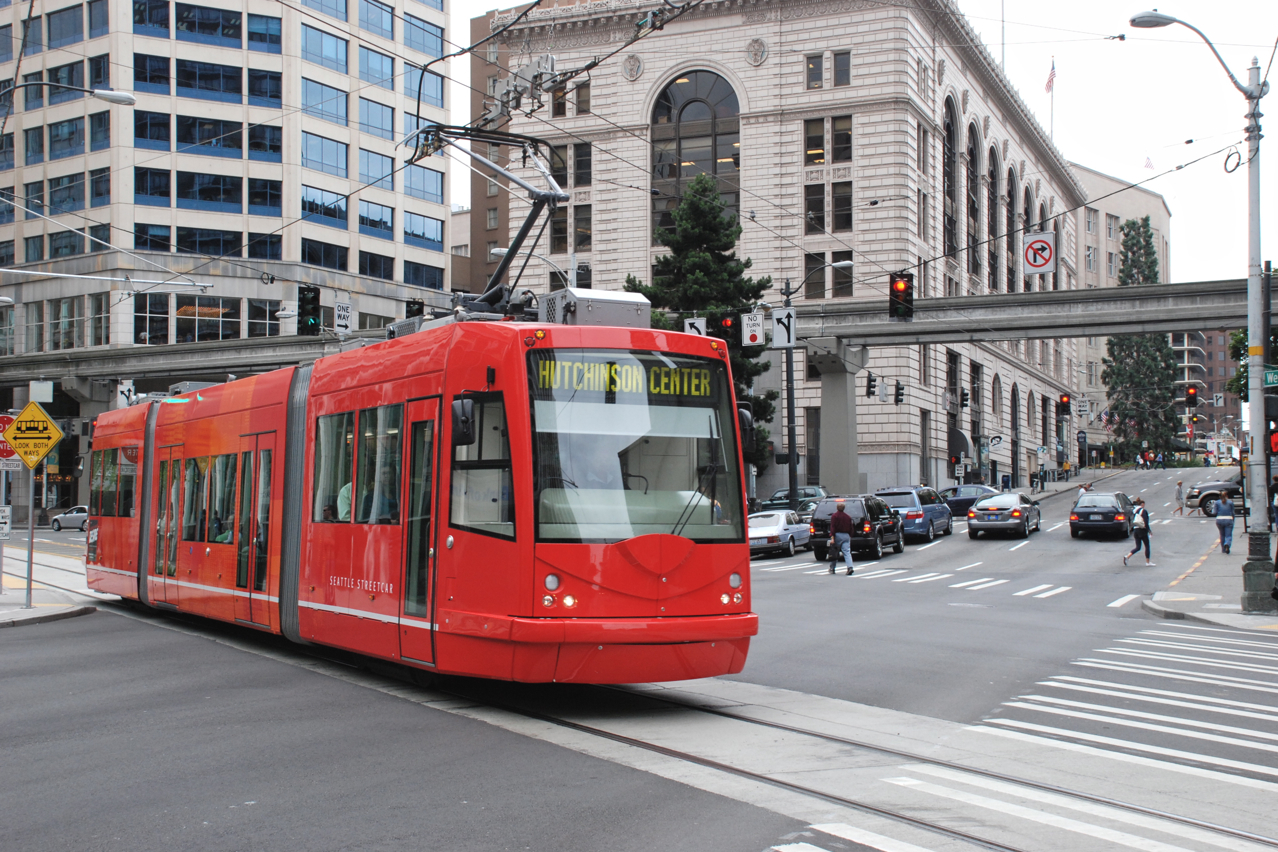
12 トリオ 北米市場向けの両運転台式車両。非電化区間の走行が可能なスーパーキャパシタを搭載した車両は121 トリオとも呼ばれる[5][10]。

## 関連項目

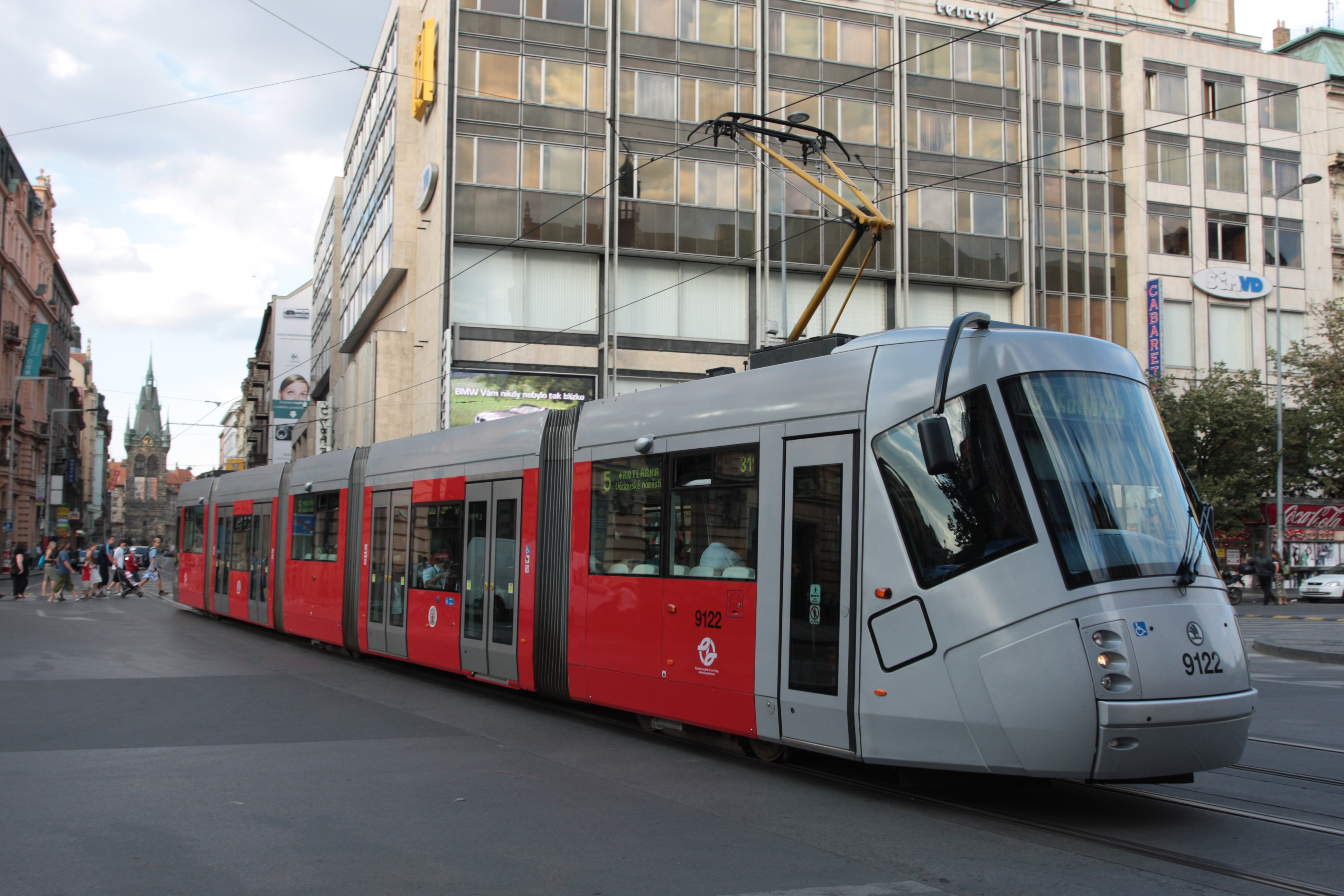
エレクトラ
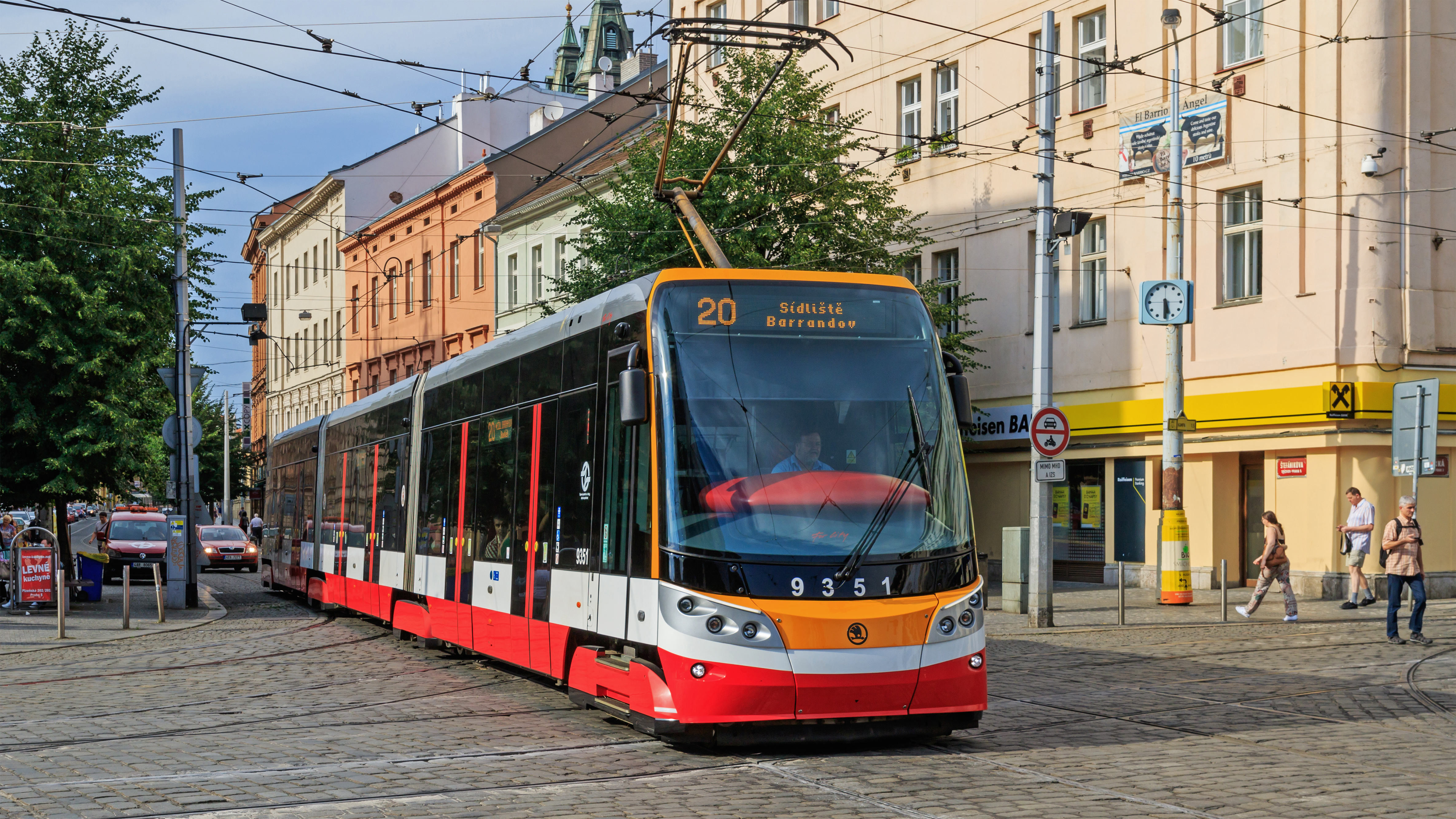
フォアシティ・アルファ
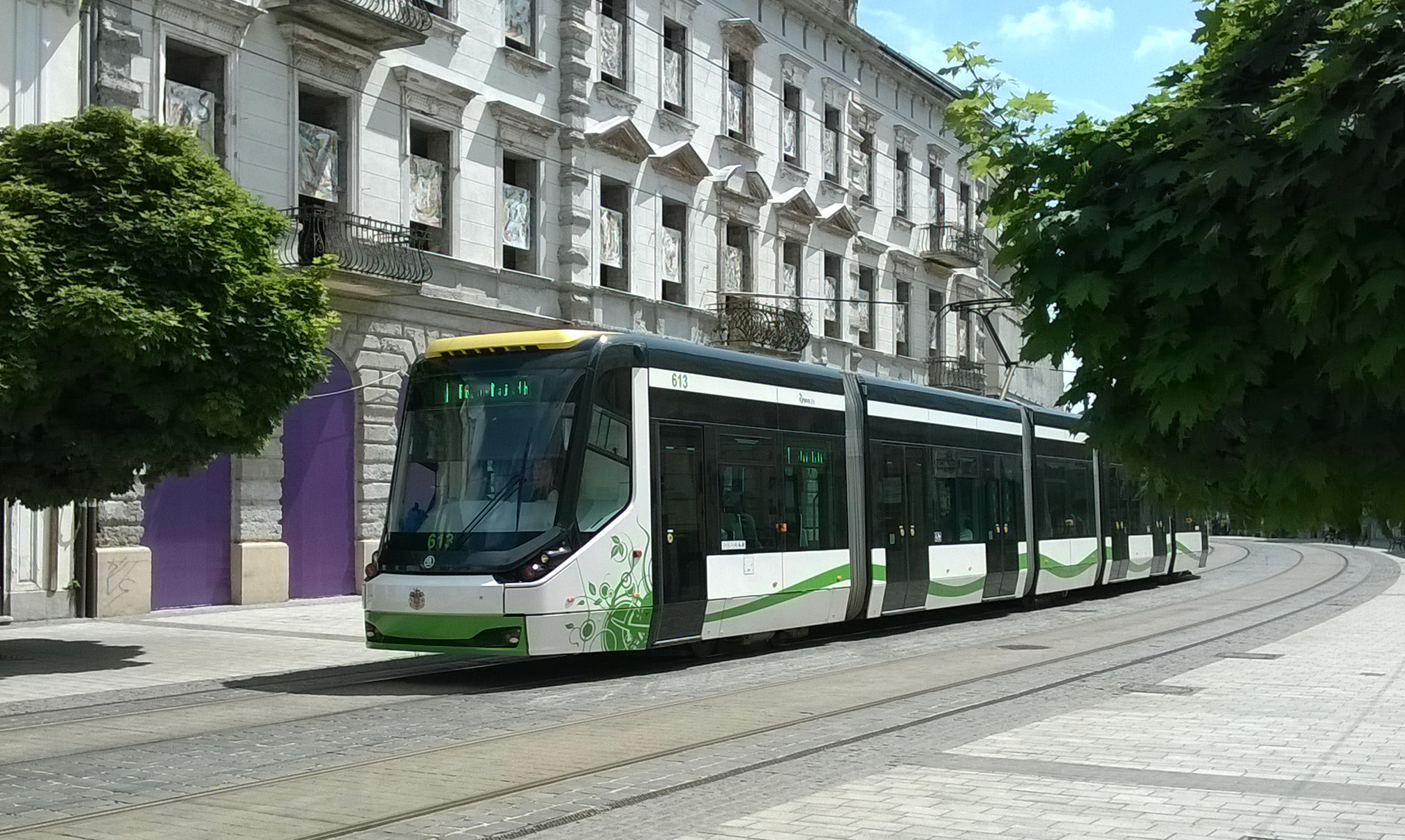
フォアシティ・クラシック
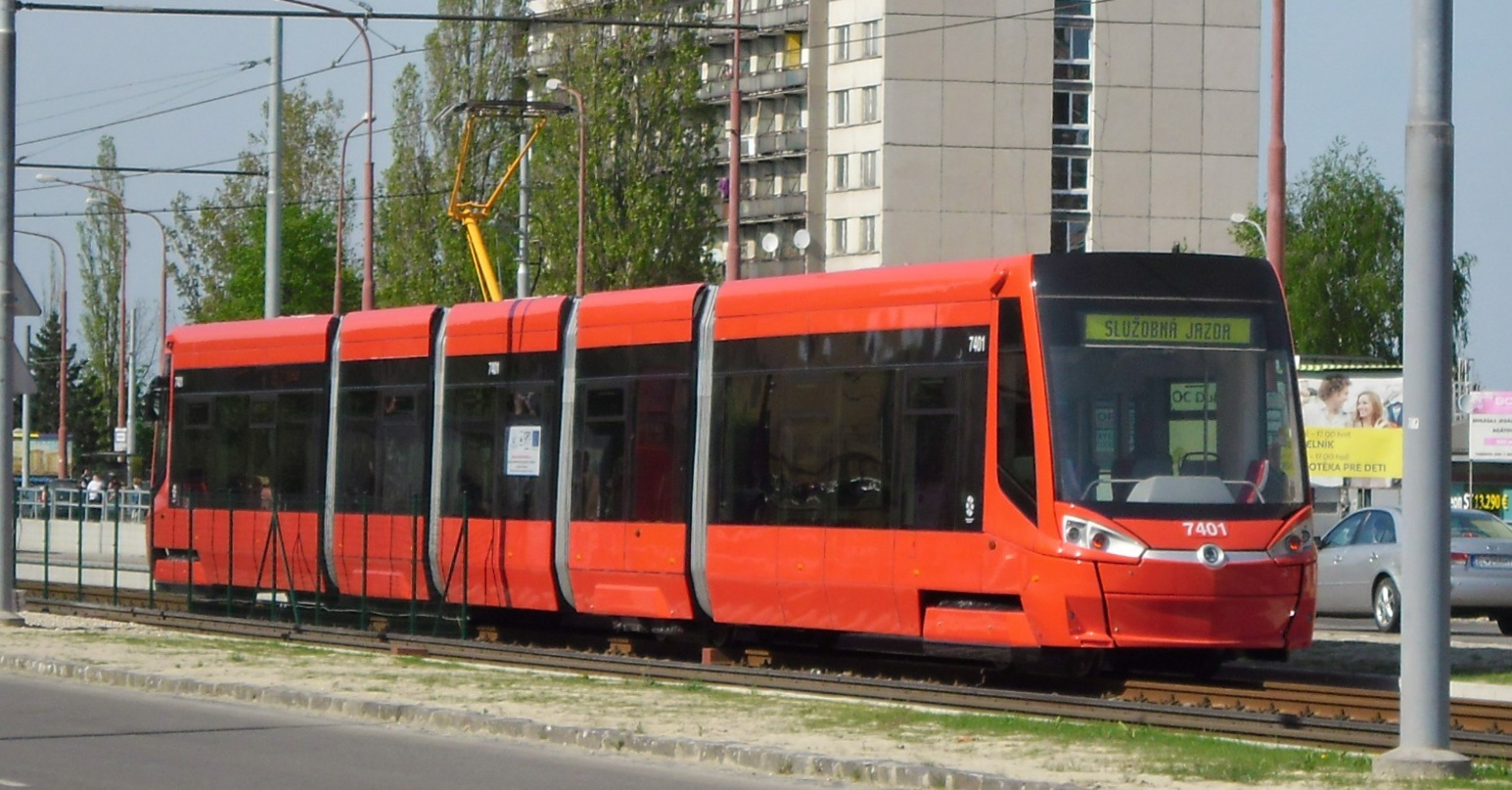
フォアシティ・プラス
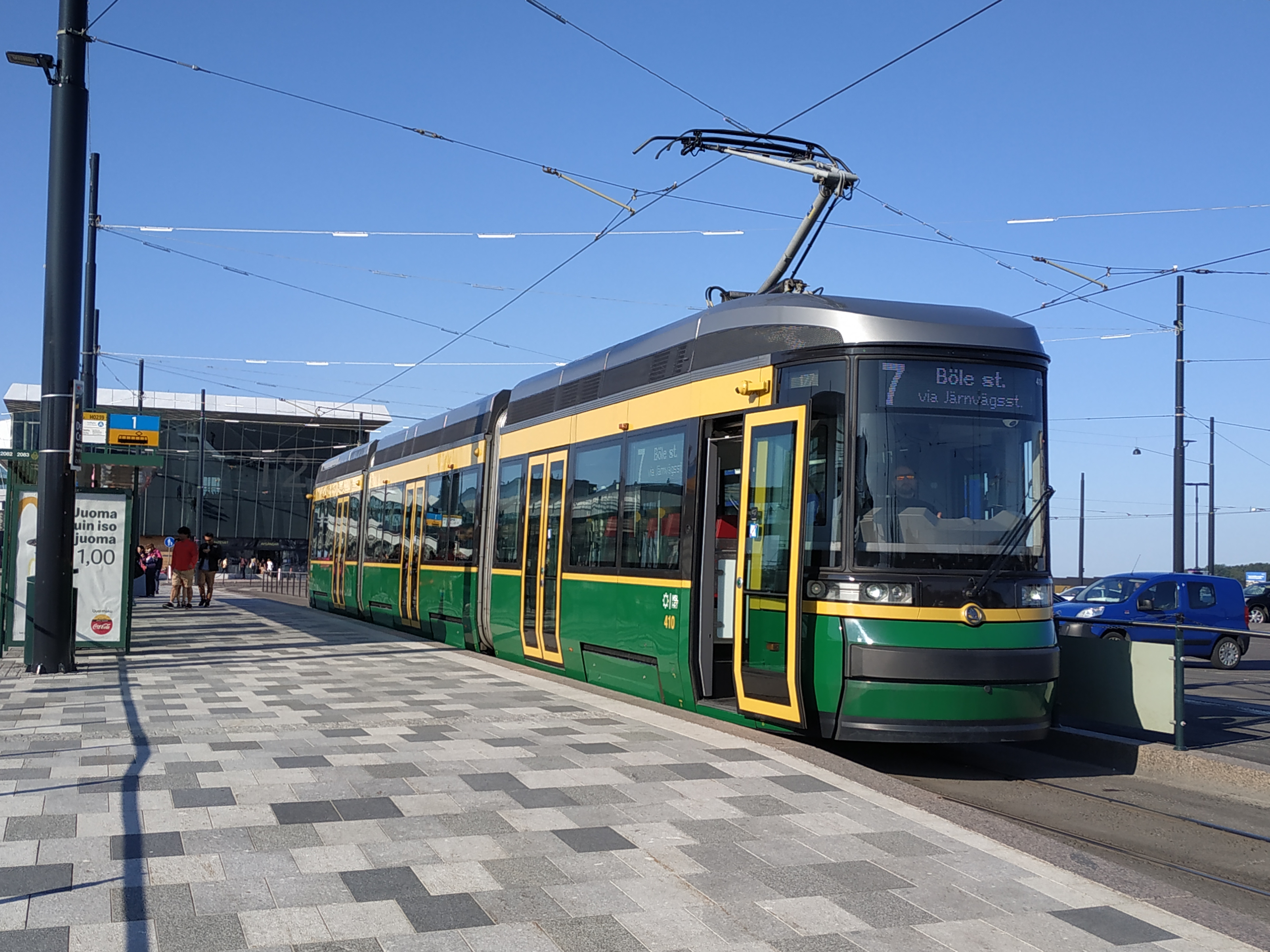
フォアシティ・スマート